# The Best (Of)
The Best (Of) è un Compilation Album della band power metal tedesca Gamma Ray, pubblicato il 30 Gennaio 2015.
The Best (Of) è uscito in una versione standard di 2 dischi e una in edizione limitata con i due dischi e 4 vinili con inserto pieghevole. Tutte le tracce sono state rimasterizzate da Eike Freese nel 2014.

## Tracce

### Disco 1
1. "Armageddon" - 8:45
2. "Heaven Can Wait" - 4:30
3. "Hellbent" – 5:23
4. "Dream Healer" – 7:35
5. "Land of the Free" – 4:39
6. "To the Metal" – 5:30
7. "Somewhere out in Space" - 5:28
8. "Real World" - 5:42
9. "Induction" - 0:58
10. "Dethrone Tyranny" - 4:14
11. "Rebellion in Dreamland" - 8:47
12. "Heading for Tomorrow" - 14:18

### Disco 2
1. "Eagle" – 6:07
2. "Avalon" - 9:22
3. "Man on a Mission" – 5:50
4. "Hold Your Ground" – 5:07
5. "The Spirit " – 4:18
6. "Empathy" – 5:02
7. "Valley of the Kings" - 3:51
8. "Lust for Life" - 5:27
9. "Master of Confusion " - 4:55
10. "Blood Religion" - 6:55
11. "Time to Break Free" - 4:39
12. "Insurrection" - 11:34
13. "Send me a Sign" - 4:07